# Viernes (Robinson Crusoe)
Viernes es uno de los personajes principales de la novela Robinson Crusoe de Daniel Defoe de 1719, y su secuela Nuevas aventuras de Robinson Crusoe. Crusoe llama a este hombre Viernes, con quien al principio no puede comunicarse, porque se encuentran por primera vez ese día. El personaje es el origen de la expresión inglesa "Man Friday", utilizada para describir a un asistente personal o sirviente masculino, especialmente uno que es particularmente competente o leal.
Es posible que un pirata miskito llamado Will haya sido en la inspiración para el personaje Friday.

## Personaje
Robinson Crusoe pasa veintiocho años varado en una isla frente a la costa de Venezuela con su loro parlante Poll, su perro y una cabra domesticada como únicos compañeros. A los veinticinco años de estar allí, descubre que los caníbales caribeños ocasionalmente utilizaban una playa desolada de la isla para matar y comerse a sus cautivos.
Crusoe ayuda a uno de los cautivos a escapar de sus captores. Crusoe les tiende una emboscada a dos de sus perseguidores, y los demás se marchan en sus canoas sin saber qué pasó con sus compañeros. El cautivo que había escapado se postra en agradecimiento a Crusoe, quien decide emplearlo como sirviente. Lo nombra Viernes, en honor al día de la semana en el que se produce el rescate.
Crusoe describe a Viernes como un nativo americano, aunque muy diferente de los indios de Brasil y Virginia. Su religión implica la adoración de un dios de la montaña llamado Benamuckee, oficiado por sumos sacerdotes llamados Oowokakee. Crusoe aprendió algunas de sus palabras nativas de un diccionario español-térraba (o teribe), por lo que Viernes puede haber pertenecido a esa tribu, también llamada pueblo naso. Viernes es también un caníbal y sugiere comerse a los hombres que Crusoe ha matado.
Crusoe le enseña a Viernes el idioma inglés y lo convierte al cristianismo. También lo convence de que el canibalismo está mal. Viernes lo acompaña en una emboscada en la que rescatan al padre de Viernes.
Crusoe regresa a Inglaterra veintiocho años después de naufragar en esa isla, y cuatro años después de rescatar a Viernes. El padre de Viernes va con un náufrago español al continente para rescatar a otros catorce náufragos españoles, pero Crusoe y Viernes abandonan la isla antes de su regreso.
Viernes acompaña a Crusoe a su casa en Inglaterra y es su compañero en la secuela Nuevas aventuras de Robinson Crusoe, en la que Viernes muere en una batalla naval.
En Escuela de Robinsones (1882) de Julio Verne, los náufragos rescatan a un hombre africano en su isla que dice llamarse Carefinotu. T. Artelett propone llamarle Mercredi ("miércoles"), "como siempre se hace en las islas con los Robinsones", pero su amo Godfrey prefiere mantener el nombre original.

## Adaptaciones cinematográficas y televisivas
- El dibujo animado de Mickey Mouse de 1935, Mickey's Man Friday, presenta a Mickey como Crusoe, con Viernes y otros isleños representados como monos humanizados.
- El dibujo animado de Oswald el conejo afortunado de 1935, Robinson Crusoe Isle, muestra a Oswald solicitando un empleo como el "Viernes" de Robinson Crusoe. Los doce "Viernes" anteriores de Crusoe han sido devorados por caníbales, lo que convierte a Oswald en el "Viernes 13".
- El dibujo animado de Popeye de 1946, The Island Fling, presenta a Bluto como Crusoe, con Viernes, así como Sábado, Domingo y Lunes al final, también como monos humanizados.
- En la película Robinson Crusoe de Luis Buñuel de 1954, Jaime Fernández interpretó a Viernes junto a Dan O'Herlihy como Crusoe.
- En la serie animada de los años 90 Robinson Sucroe, una parodia de Robinson Crusoe, la isla en la que Sucroe aterriza está densamente poblada por nativos amistosos, todos con nombres de días de la semana y momentos del día (por ejemplo, "Martes al Amanecer"), en referencia a Viernes.
- La película de 1964 Robinson Crusoe en Marte reinterpreta la historia de Crusoe como una aventura espacial. Victor Lundin interpretó al compañero rescatado del comandante Christopher Draper (Paul Mantee), quien lo apoda "Viernes" en referencia a la novela.
- En la película de Walt Disney de 1966 Lt. Robin Crusoe, U.S.N., Viernes se convierte en una mujer hermosa y se le da el nombre de "Miércoles". El personaje fue interpretado por Nancy Kwan. Dick Van Dyke interpretó a Crusoe.
- En la película familiar estadounidense de 1968 Robby, Ryp Siani interpretó a Viernes junto a Warren Raum como Robby. Al elegir a sus actores principales, el guionista y director Ralph C. Bluemke eligió primero al niño de diez años Siani para el papel de Viernes. Ya era un actor infantil experimentado en ese momento, habiendo crecido en una familia del mundo del espectáculo y apareciendo en comerciales de televisión desde temprana edad.[3]
- En la película mexicana de 1970 Robinson Crusoe y su secuela de 1973 Robinson y Viernes en la Isla Encantada, Ahui Camacho interpretó a Viernes junto a Hugo Stiglitz como Crusoe. Esta es la segunda vez que un actor infantil interpreta al personaje y se le muestra completamente desnudo (solo en la primera película).
- Man Friday, una película británica de 1975, recontó la historia desde el punto de vista de Viernes. Fue protagonizada por Richard Roundtree como Viernes y Peter O'Toole como Crusoe.
- En la película para televisión francesa de 1981 Vendredi ou la Vie sauvage, Viernes fue interpretado por Gene Anthony Ray.
- En la serie de televisión noruega de 1982 Brødrene Dal og spektralsteinene, en el episodio número 5, en una parodia llamada "Robinson Caruso", Viernes fue llamado Langfredag (Viernes Santo) y fue interpretado por Knut Lystad.
- Uno de los episodios de la primera temporada de la serie animada española de 1996 Las tres mellizas es una adaptación de Robinson Crusoe. En este episodio, la Bruja Aburrida se disfraza de nativa, interpretando el papel de Viernes para acercarse a Robinson y a las trillizas.
- En la versión cinematográfica de Robinson Crusoe de 1997, William Takaku interpretó a Viernes junto a Pierce Brosnan como Crusoe.[4]
- En la serie de televisión estadounidense de 2008 Crusoe, Viernes fue interpretado por Tongayi Chirisa.
- El personaje Viernes de Marvel Comics y del Universo Cinematográfico de Marvel es una alusión al personaje.[5] Es una inteligencia artificial asistente de Tony Stark/Iron Man y apareció por primera vez en los cómics en 2002 y en las películas en 2015. En el UCM, F.R.I.D.A.Y. tiene la voz de Kerry Condon.

## Modismo

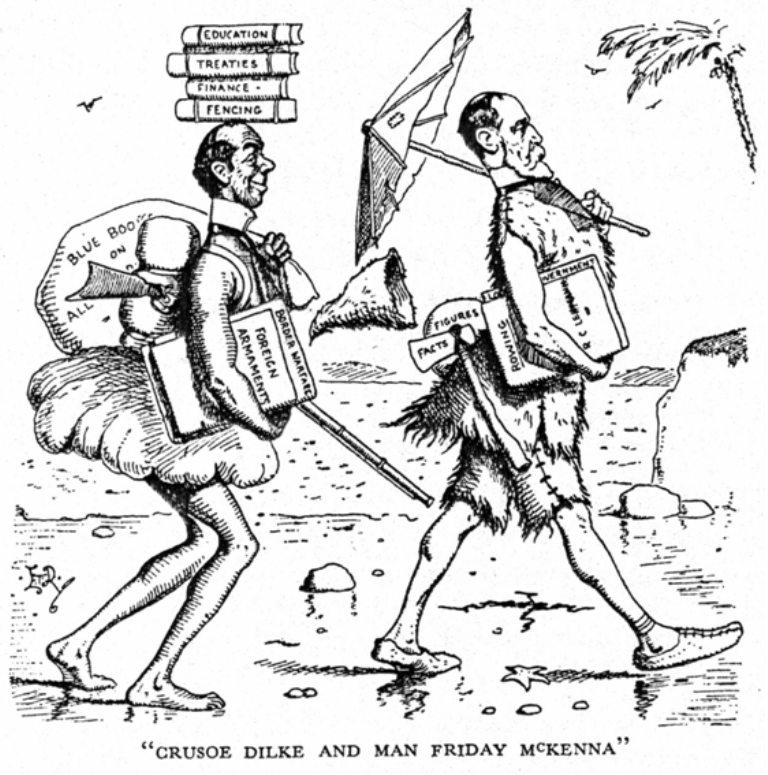
"Crusoe Dilke y Man Friday McKenna", una caricatura de Punch c. 1900 que representa al banquero y político Reginald McKenna como un sirviente leal de Sir Charles Dilke, segundo baronet.

En inglés, el término "Man Friday" se convirtió en un modismo para describir a un sirviente especialmente fiel o al mejor sirviente o mano derecha de alguien. El equivalente femenino es Girl Friday.  La edición del 1 de julio de 1912 de la revista de noticias "Industrial World", volumen 46, número 2, publicada en Pittsburgh, Pensilvania, utiliza el término "Girl Friday". El título de la película de 1940 His Girl Friday hace alusión a ello.

## Recepción
La relación de Viernes con Robinson Crusoe ha sido objeto de estudios académicos.     